# Parravicini (Buenos Aires)
Parravicini es un paraje rural del Partido de Dolores, provincia de Buenos Aires, Argentina.

## Ubicación
Se encuentra a 20 km al sur de la ciudad de Dolores por Autovía 2, accediéndose desde el km 226.

## Población
Durante los censos nacionales del INDEC de 2001 y 2010 fue considerada como población rural dispersa.

## Toponimia
El nombre de la localidad memora a Emilio Parravicini, donante de los terrenos donde se edificó la estación ferroviaria. Véase: Estación Parravicini.
- Datos: Q6063311